# Бирюков, Павел Николаевич
Па́вел Никола́евич Бирюко́в (род. 13 июня 1966, Воронеж) — советский и российский учёный, юрист, специалист в области международного и европейского права, сравнительного правоведения, доктор юридических наук, профессор, заведующий кафедрой международного и евразийского права юридического факультета Воронежского государственного университета.

## Биография
П. Н. Бирюков родился в 1966 году в Воронеже. В 1988 году окончил юридический факультет Воронежского государственного университета и поступил в аспирантуру Свердловского юридического института. В 1991 году под руководством профессора Г. В. Игнатенко защитил кандидатскую диссертацию по теме «Юридический механизм реализации в СССР норм международного гуманитарного права».
С 1991 года — преподаватель кафедры государственного права и советского строительства Воронежского государственного университета, с 1997 г. — доцент кафедры конституционного и международного права Воронежского университета.
В 2001 году защитил докторскую диссертацию «Международное уголовно-процессуальное право и правовая система Российской Федерации: теоретические проблемы».
С 2004 года — профессор кафедры конституционного и международного права Воронежского государственного университета. С 2006 года— зав. кафедрой международного и европейского права, с 2017 года — зав. кафедрой теории государства и права, международного права и сравнительного правоведения, с 2019 года — зав. кафедрой международного и евразийского права Воронежского государственного университета.
П. Н. Бирюков создал на юридическом факультете ВГУ самостоятельную специализацию — «Международное право», разработал её методическое обеспечение. У истоков кафедры международного и европейского (а сейчас евразийского) права юридического факультета также стоял П. Н. Бирюков.
Входил в состав диссертационного совета в КФУ.

## Научная деятельность

### Направления научной деятельности
- Международное право;
- Международные организации;
- Проблемы соотношения международного и внутригосударственного права;
- Международное сотрудничество в сфере борьбы с преступностью;
- Право Европейского союза;
- Перевозки и туризм;
- Финансовое право;
- Административное право;
- Иностранные правоохранительные органы;
- Сравнительное правоведение;
- Право компаний;
- Теория государства и права;
- Арктическое право;
- Искусственные интеллект.
- Цифровое право.

### Научные труды
Автор свыше 300 научных и 140 учебных работ (учебники «Международное право», «Право интеллектуальной собственности», «Валютное право», «Сравнительное правоведение», «Финансовое право», «Арктическое право» и др.).
- Бирюков П. Н. Взаимодействие органов ФСНП РФ с зарубежными правоохранительными органами при расследовании налоговых преступлений: правовые вопросы. — Воронеж, 1999. — 200 с.
- Бирюков П. Н. Нормы международного уголовно — процессуального права в правовой системе Российской Федерации. — Воронеж, 2000. — 228 с.
- Бирюков П. Н. Международное уголовно-процессуальное право и правовая система Российской Федерации: теоретические проблемы. Дис. … д-ра юрид. наук. — Воронеж, ВГУ, 2001. — 356 с.
- Донцов П. Н., Бирюков П. Н. Расследование налоговых преступлений «с иностранным элементом»: правовые и криминалистические аспекты. — Воронеж, 2003. — 200 с.
- Бирюков П. Н., Пидусов Е. А. Расследование незаконного оборота наркотических средств и психотропных веществ: правовые и криминалистические аспекты. — Воронеж, 2003. — 152 с.
- Бирюков П. Н. Уголовная ответственность юридических лиц за экономические преступления (опыт иностранных государств). — М.: Юридлитинформ, 2008. — 145 с.
- Бирюков П. Н. Международное право. — 4-е изд. — М.: Юристъ, 2008. — 672 с.
- Бирюков П. Н. Полиции государств мира. — Вып. 1. — Воронеж: ВГУ, 2009. — 200 с.
- Бирюков П. Н., Хамова Ю. А. Правовое регулирование туристской деятельности. — М.: Юристъ, 2009. — 330 с.
- Международное право. Особенная часть: учебник для вузов / М. В. Андреев, П. Н. Бирюков, Р. М. Валеев и др.; отв. ред. Р. М. Валеев, Г. И. Курдюков. М.: Статут, 2010. — 624 с.
- Бирюков П. Н. Уголовная ответственность юридических лиц за рубежом. — Саабрюккен : LAP LAMBERT Academic Publishing, 2011. — 370 с.
- Biriukov P. Criminal liability of legal persons in EU-countries. Voronezh: VSU Publishing house, 2015. — 319 s.
- В помощь магистру-международнику: учебное пособие : [П. Н. Бирюков (и др.): отв. ред. П. Н. Бирюков]. — Ч. 1. — Воронеж: изд. дом ВГУ, 2015. — 151 с.
- Бирюков П. Н., Галушко Д. В. Право Всемирной торговой организации: учебно-методическое пособие. Воронеж: Издательский дом ВГУ, 2015. — 110 с.
- Валютное право / отв. ред. П. Н. Бирюков, В. Е. Понаморенко: учебник. М.: Юстиция, 2016. — 298 с.
- Бирюков П. Н. Право международных организаций: учебное пособие. — М: Юрайт, 2016. — 147 с.
- Бирюков П. Н. Международное право: учебник для бакалавров. 8-е изд. — М: Юрайт, 2016. В 2 т.
- Бирюков П. Н. Право интеллектуальной собственности : учебник для бакалавров. 2-е изд. М: Юрайт, 2016. — 352 с.
- Общее административное право: учебник в 2 ч. / под ред. Ю. Н. Старилова. Воронеж: Издательский дом ВГУ, 2016.
- Law of the European Union: a Textbook for Master Students / ed. P. Biriukov and V. Tuliakov. Voronezh: VSU Publishing House, 2016. — 476 р.
- Бирюков П. Н. Право интеллектуальной собственности : учебник для бакалавров. 2-е изд. М: Юрайт, 2017. — 352 с.
- Бирюков П. Н. Право международных организаций: учебное пособие. 2-е изд., пер. и доп. — М: Юрайт, 2017. — 147 с.
- Бирюков П. Н. Международное право: учебник для бакалавров. 8-е изд. — М: Юрайт, 2017. В 2 т.
- Бирюков П. Н. Сравнительное правоведение: учебник / П. Н. Бирюков, Д. В. Галушко. — Воронеж: ИД ВГУ, 2018. — 380 с.
- Бирюков П. Н. Международное право: учебник для бакалавров. 10-е изд. — М: Юрайт, 2018. В 2 т. Т. 1. — 356 с.
- Бирюков П. Н. Международное право: учебник для бакалавров. 10-е изд. — М: Юрайт, 2018. В 2 т. Т. 2. — 298 с.
- Бирюков П. Н. Право интеллектуальной собственности : учебник для бакалавров. 3-е изд. М: Юрайт, 2018. — 315 с.
- Бирюков П. Н. Сравнительное правоведение: учебник / П. Н. Бирюков, Д. В. Галушко. — Москва: Проспект, 2020. — 280 с.
- Арктическое право: учебник / отв. ред. П. Н. Бирюков. — Москва: Юрайт, 2020. — 230 с.
- Бирюков П. Н. Право международных организаций: учебное пособие. 3-е изд., пер. и доп. — М: Юрайт, 2020. — 170 с.
- Бирюков П. Н. Международное право: учебник для бакалавров. 10-е изд. — М: Юрайт, 2020. В 2 т. Т. 1. — 365 с.
- Бирюков П. Н. Международное право: учебник для бакалавров. 10-е изд. — М: Юрайт, 2020. В 2 т. Т. 2. — 309 с.
- Бирюков П. Н. Право интеллектуальной собственности : учебник и практикум для академического бакалавриата. — 3-е изд. — М: Юрайт, 2020. — 315 с.
- Бирюков П. Н. Международное право : в помощь бакалавру: учебно-методическое пособие / П. Н. Бирюков. — Воронеж : Издательский дом ВГУ, 2021. — 167 с.
- Международное право : в помощь бакалавру и специалисту: учебно-методическое пособие / П. Н. Бирюков, А. А. Ефремов, И. Н. Жданов. — Воронеж : Издательский дом ВГУ, 2022. Вып. 2. — 170 с.
- Бирюков П. Н. Валютное право: учебник / П. Н. Бирюков. — М.: Кнорус, 2022. — 226 с.
- Бирюков П. Н. Право международных организаций: учебное пособие. 3-е изд., пер. и доп. — М: Юрайт, 2023. — 170 с.
- Правоохранительные органы и уголовный процесс Японии: учебное пособие / П. Н. Бирюков, А. Ф. Реховский, Т. В. Филоненко. — М.: Инфра-М, 2023. — 82 с.
- Бирюков П. Н. Право интеллектуальной собственности : учебник и практикум для академического бакалавриата. — 4-е изд. — М: Юрайт, 2024. — 230 с.
- Бирюков П. Н. Международное право: учебник для бакалавров. 11-е изд. — М: Юрайт, 2025. — 640 с.
- Бирюков П. Н. Право интеллектуальной собственности : учебник для вузов. — 5-е изд. — М: Юрайт, 2025. — 260 с.
- Судебные и правоохранительные органы Республики Корея: монография / под ред. докт. юрид. наук, проф. П. Н. Бирюкова. — М.: Юрлитинформ, 2025. −176 с.